# Daihatsu Mira Gino
Daihatsu Mira Gino – samochód osobowy typu kei-car produkowany przez japońską firmę Daihatsu w latach 1999–2009. Dostępny jako 5-drzwiowy hatchback. Do napędu używano silników R3 o pojemności 0,7 litra. Moc przenoszona była na oś przednią (opcjonalnie AWD) poprzez 5-biegową manualną skrzynię biegów. Powstały dwie generacje Mira Gino. Samochód został zastąpiony przez model Mira Cocoa. Na rynkach europejskich sprzedawany jako Daihatsu Trevis.

## Dane techniczne ('99 R3 0.7)

### Silnik
- R3 0,7 l (659 cm³), 4 zawory na cylinder, DOHC
- Układ zasilania: wtrysk
- Średnica cylindra × skok tłoka: 68,00 mm × 60,50 mm
- Stopień sprężania: 10,5:1
- Moc maksymalna: 58 KM (42,5 kW) przy 7600 obr./min
- Maksymalny moment obrotowy: 64 Nm przy 4000 obr./min

### Osiągi
- Przyspieszenie 0-100 km/h: b/d
- Prędkość maksymalna: 140 km/h

## Galeria

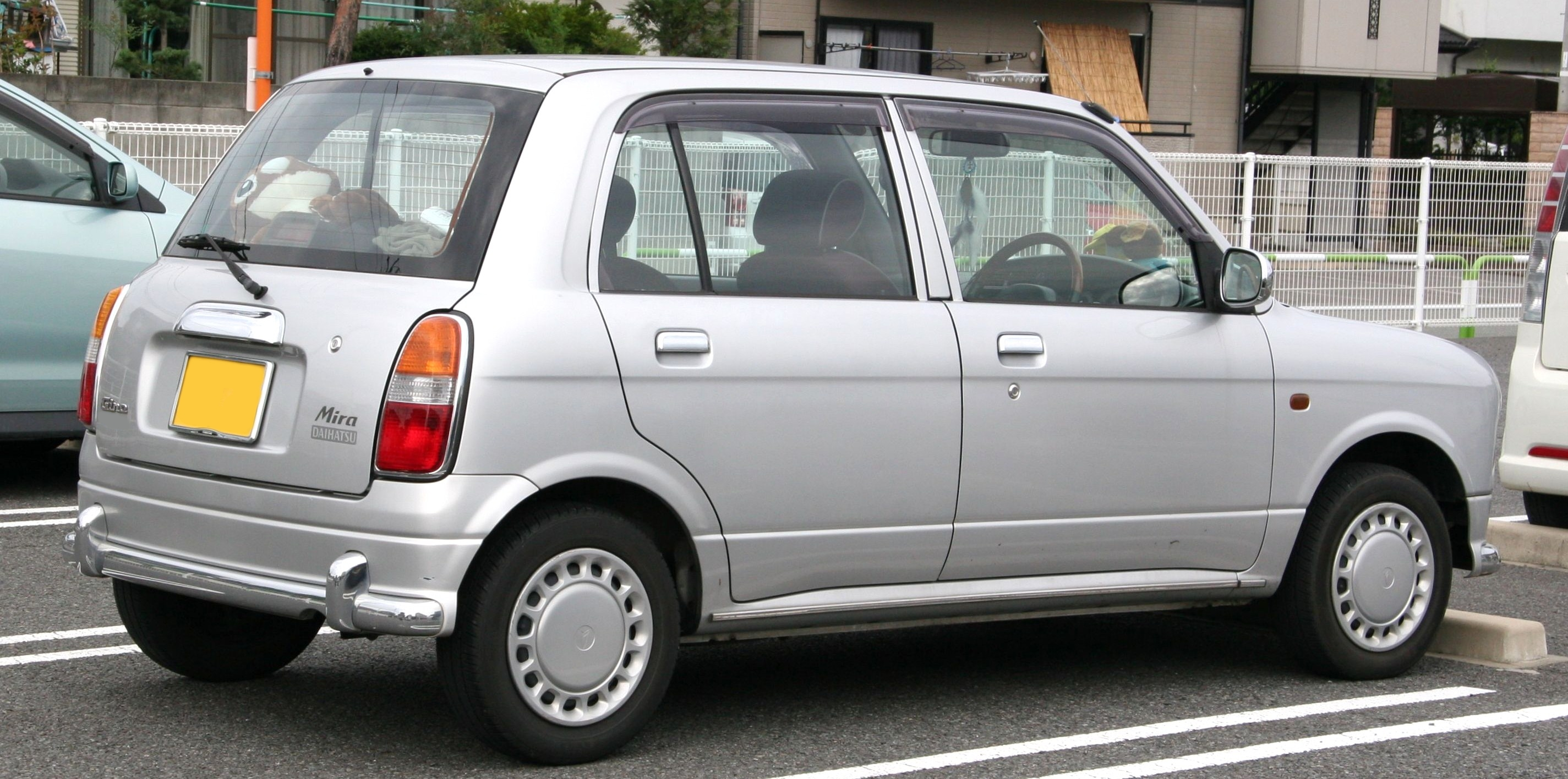
Daihatsu Mira Gino I - tył nadwozia
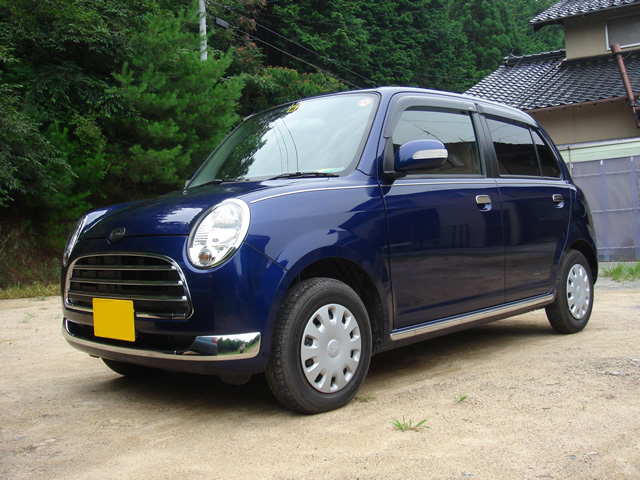
Daihatsu Mira Gino II
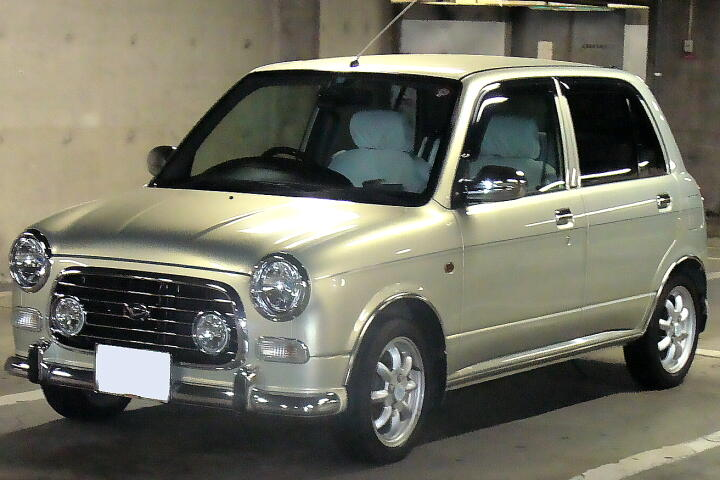
Daihatsu Mira Gino 1000
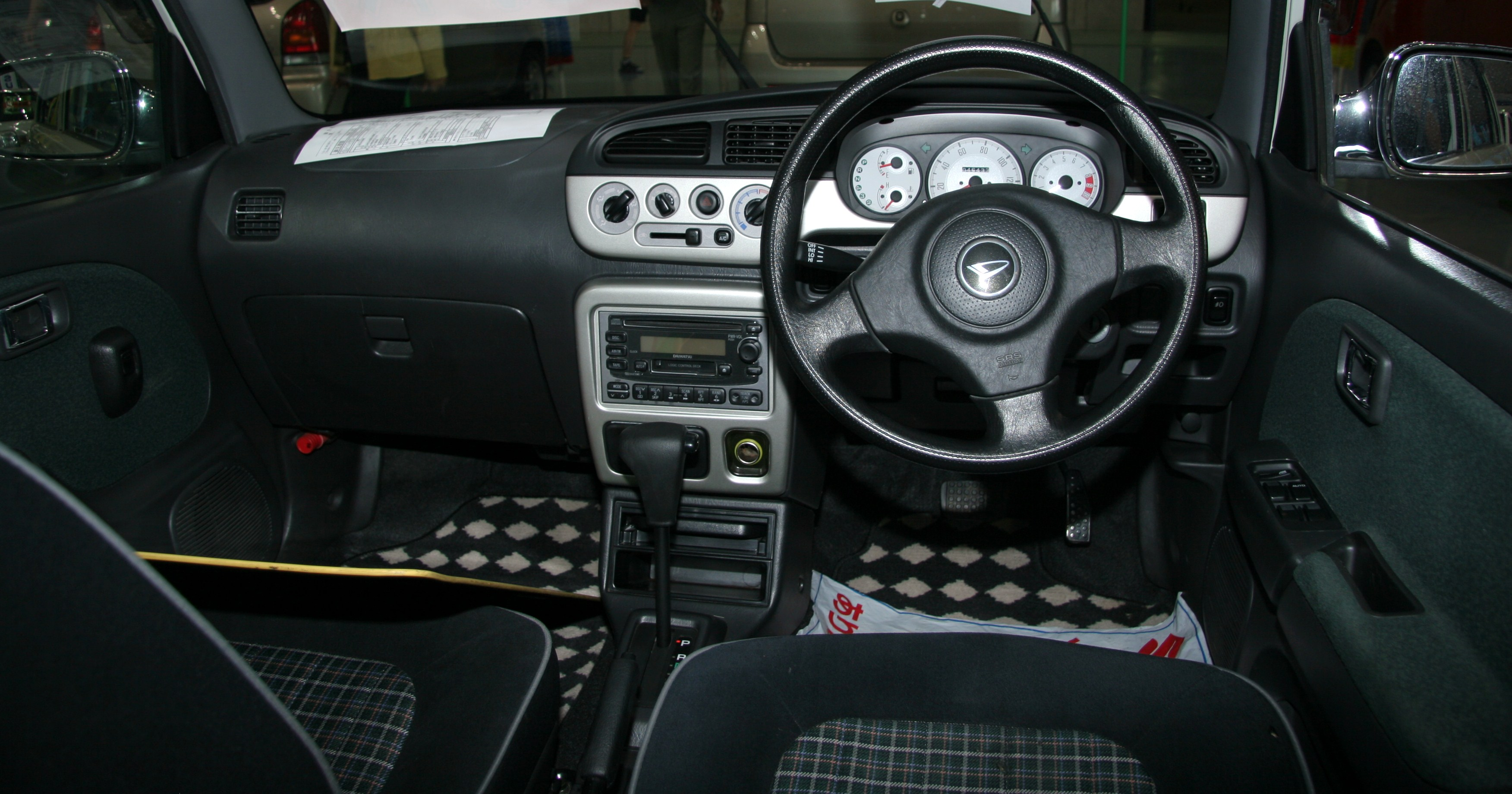